# San Carlos (Uruguai)
San Carlos és una ciutat de l'Uruguai ubicada al departament de Maldonado i 15 quilòmetres al nord de la seva capital, Maldonado. Segons dades del cens de 2004, tenia 24.771 habitants, sent el segon nucli més poblat del departament i una de les vint ciutats més grans del país.
Va ser fundada el 1763 pel militar, colonitzador i virrei espanyol Pedro de Cevallos com a homenatge al llavors rei d'Espanya Carles III.
Actualment representa un important centre agropecuari per a l'economia nacional.